# 光化門駅 (西安市)
光化門駅（こうかもんえき）は、中華人民共和国陝西省西安市蓮湖区大興東路と桃園北路の交差点に位置する西安地下鉄8号線の駅。

## 歴史
計画時の仮駅名は「小白楊駅」であった。
- 2024年12月26日：開業[2]。

## 駅構造
島式ホーム1面2線を有する地下駅。

### のりば
案内上ののりば番号は設定されていない。
| 路線    | 方向   | 行先                           |
| ------- | ------ | ------------------------------ |
| ■ 8号線 | 内回り | 市図書館・広泰門・万寿南路方面 |
| ■ 8号線 | 外回り | 金光門・省体育館・電視塔方面   |

## 駅周辺
- 天朗・雲峰
- 御園
- 大興九臻
- 融盛卓越
- 光化里
- 天朗・大興郡春城
- 世紀錦繍

## 隣の駅
西安地下鉄
■ 8号線
景曜門駅 - 光化門駅 - 白家口駅